# Картозия, Александр Гурамович
Александр Гурамович Картозия (груз. ალექსანდრე გურამის ძე კარტოზია; род. 8 января 1959, Тбилиси) — грузинский филолог, лингвист; министр образования и науки Грузии (1998—2004), доктор филологических наук, профессор.

## Биография
Родился 8 января 1959 года в Тбилиси.
В 1981 году окончил факультет западноевропейских языков и литературы Тбилисского государственного университета и работал в качестве переводчика в Тбилисском политехническом институте.
С 1982 по 1985 год был помощником ректора Тбилисского университета, а затем до 1988 года — научным сотрудником Департамента общей лингвистики Тбилисского государственного университета. В 1986 году защитил кандидатскую диссертацию. С 1989 года являлся заведующим кафедрой немецкой филологии в Тбилисском университете.
В 1997 году он был назначен директором Национальной парламентской библиотеки Грузии.
С 6 августа 1998 по 14 февраля 2004 года был министром образования и науки Грузии. 4 февраля 2004 года министром внутренних дел Грузии был обвинён в отмывании 60 млн долларов, поступивших в систему государственного образования. Свою виновность отрицал.
С 2004 года живёт в Берлине, где сотрудничает с литературными домами и проводит семинары по теории перевода. Является преподавателем кафедры социальной лингвистики Европейского университета Виадрина.